# Droga ekspresowa R7 (Słowacja)
Droga ekspresowa R7 (słow. rýchlostná cesta R7) – droga ekspresowa na południu Słowacji. Poprowadzi z Bratysławy (od węzła Bratislava-Ketelec na projektowanej autostradzie D4) w kierunku wschodnim przez miejscowości Dunajská Streda i Nowe Zamki, przecinając południkowy szlak projektowanej drogi ekspresowej R3, do połączenia z projektowaną drogą ekspresową R2 w węźle Lučenec.
Inwestycja realizowana jest w ramach partnerstwa publiczno-prywatnego przez konsorcjum Obchvat Nula z hiszpańska firmą Cintra Infraestructuras Internacionalna czele na podstawie umowy z dnia 20 maja 2016. Realizacja inwestycji ma ulec zakończeniu w październiku 2020. Uroczyste rozpoczęcie budowy nastąpiło 24 października 2016 roku.